# Beau Pilier de la cathédrale d'Amiens
Le Beau Pilier de la cathédrale Notre-Dame d'Amiens est un contrefort de la tour nord orné de statues de personnages éminents du royaume de France de la fin du XIVe siècle.

## Historique

### Une nécessité architecturale
La tour nord de la cathédrale, située au point de rupture entre le fond de la vallée de la Somme et la première terrasse alluviale, donnant des signes de faiblesse, Jean de La Grange, alors évêque d'Amiens, décida de financer la construction d'un puissant contrefort sur le flanc nord de la tour afin de la renforcer. Jean de La Grange était un proche du roi Charles V, membre du Parlement de Paris, président de la cour des aides, il fut chargé par le roi de superviser l'éducation des enfants royaux. Les personnages représentés sur le pilier permettent de dater sa construction de la seconde moitié des années 1370.

### Une tentative de sédition
En outre, la construction du Beau Pilier et de son décor sculpté est à replacer dans le contexte troublé de la Guerre de Cent Ans dont l'une des causes fut la contestation de la légitimité des Valois sur le trône de France par le roi d'Angleterre Édouard III et le roi de Navarre Charles le Mauvais. En 1358, le maïeur d'Amiens et plusieurs notables de la ville avaient pris le parti de Charles le Mauvais contre le Dauphin Charles (futur Charles V), pendant la captivité du roi Jean le Bon, en Angleterre après la Bataille de Poitiers de 1356. Le Dauphin avait rétabli difficilement sa position à Amiens après une bataille rangée dans les faubourgs entre ses partisans et ceux du Navarrrais. L'initiative du cardinal de La Grange n'avait donc pas qu'une dimension architecturale.

### Un manifeste politique
Le décor sculpté du Beau Pilier et du contrefort situé entre les chapelles du Sauveur et de Notre-Dame du Bon Secours contient un message politique qui peut s'interpréter ainsi : le roi de France et ses deux fils sont placés sous la protection de la Vierge et de l'Enfant Jésus, de saint Jean-Baptiste et de saint Firmin-le-Martyr soulignant ainsi l'origine divine et le caractère sacré du pouvoir monarchique ; la présence du roi en manteau de sacre et de ses fils semble illustrer l'édit de Vincennes d'août 1374 par lequel Charles V fixait, par écrit, la règle de succession au trône par primogéniture mâle, les femmes ne pouvant ni hériter ni transmettre la couronne. C'était là une réponse juridique, en pleine Guerre de Cent Ans, aux prétentions d'Édouard III et de Charles le Mauvais, apparentés par leurs mères à la couronne de France. La présence des conseillers du roi symbolise, quant à elle, la continuité de l'État et le bon gouvernement. Face aux prétentions du Plantagenêt, le décor sculpté du Beau Pilier réaffirmait que les Valois étaient les seuls souverains légitimes du royaume de France. Le cardinal de La Grange voulait également, très certainement, réaffirmer la fidélité de la ville d'Amiens à la couronne et tourner la page de l'aventure séditieuse encore, à l'époque, dans toutes les mémoires.

## Caractéristiques
Le Beau Pilier, au décor de style gothique flamboyant, présente des similitudes avec le grand escalier du Louvre, le « Grand Viz », construit à la même époque mais démoli en 1639. Sur les faces ouest et nord du contrefort et sur le contrefort qui le suit, neuf statues ont été placées par série de trois de droite à gauche, sur trois niveaux. En haut figurent les personnages sacrés liés à la cathédrale : la Vierge à l'Enfant restaurée en 1864 par les frères Duthoit, saint Jean-Baptiste et saint Firmin le Martyr. Au milieu figure la famille royale, les personnages étant identifiables par leur blason : le roi Charles V avec un écu semé de fleurs de lys, le Dauphin Charles (futur roi Charles VI) avec un écu écartelé de France et du Dauphiné et son frère cadet Louis (futur Louis d'Orléans), avec un écu de France brisé d'un lambel. Au niveau inférieur figurent les grands serviteurs de l'État : le cardinal Jean de La Grange, Bureau de La Rivière, premier chambellan du roi, reconnaissable au chaperon qui le coiffe et Jean de Vienne, amiral de France. Les statues de Charles V, du Dauphin, de Louis d'Orléans, du cardinal de Lagrange, de Bureau de la Rivière et de Jean de Vienne sont, selon Emile Mâle, parmi les premiers personnages profanes qui figurent sur une grande église. Avant le XIVe siècle, aucun laïc ou ecclésiastique n'avait fait ou laissé placer son effigie parmi celles des saints et des personnages de l'Ancien Testament.
La statue de Jean de La Grange, abîmée par l'érosion et la pollution, fut retirée du Beau Pilier en 2003-2004 et remplacée par une copie. Elle a été restaurée en 2006. Depuis lors, elle est conservée  au Musée de Picardie à Amiens.
L'auteur des sculptures du Beau Pilier ne nous est pas connu mais Pierre Pradel, en 1955, a émis l'hypothèse que ce puisse être André Beauneveu, auteur de tombeaux à la basilique de Saint-Denis, de la Vierge du beffroi d'Ypres et du tombeau de Louis de Male, comte de Flandre.
Le Beau Pilier de la cathédrale d'Amiens est le dernier monument de ce type encore visible en France.

## Photos

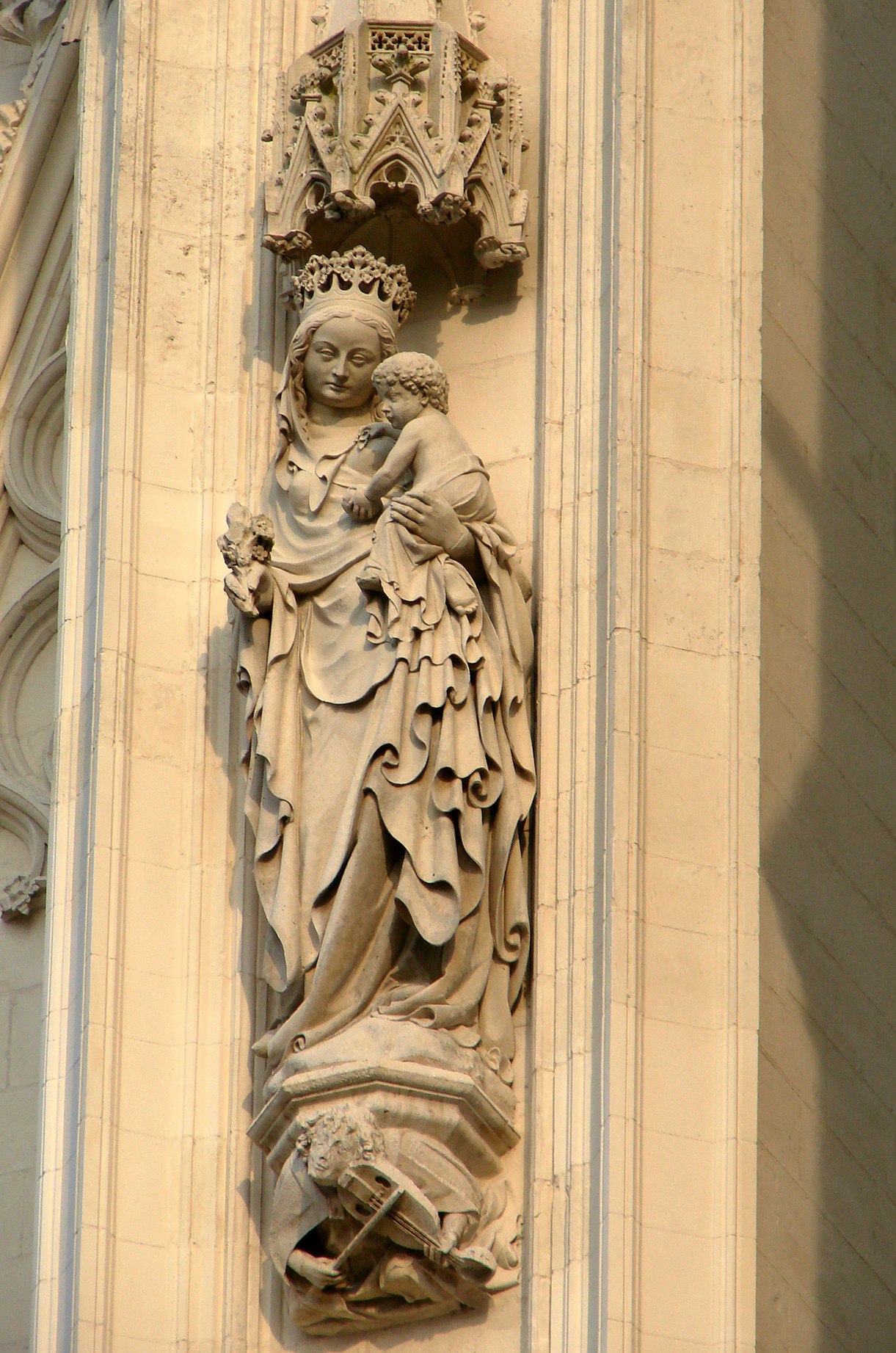
Statue de la Vierge à l'Enfant. À ses pieds, un homme joue du rebec, sorte de violon à trois cordes
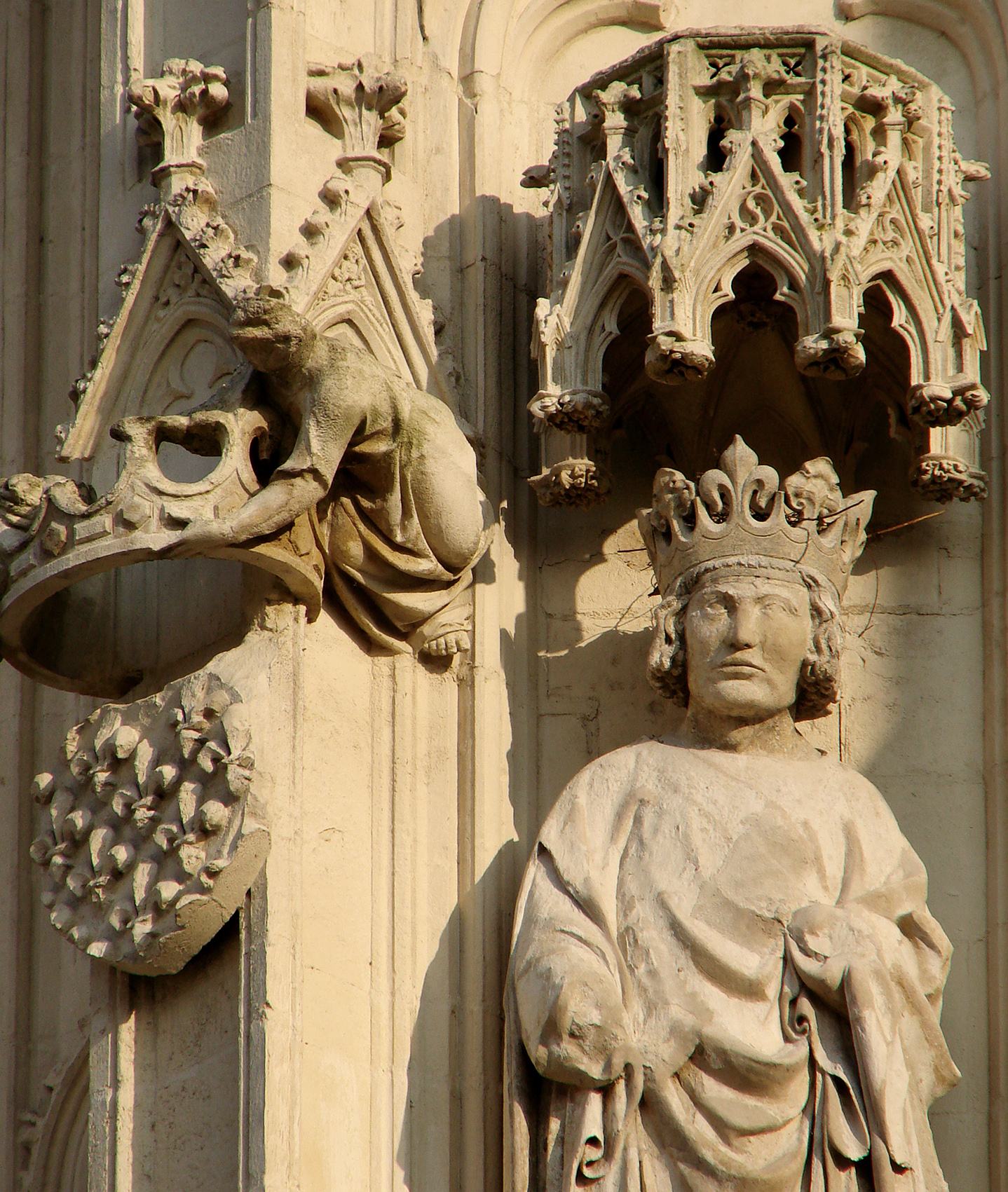
Satue du roi Charles V.
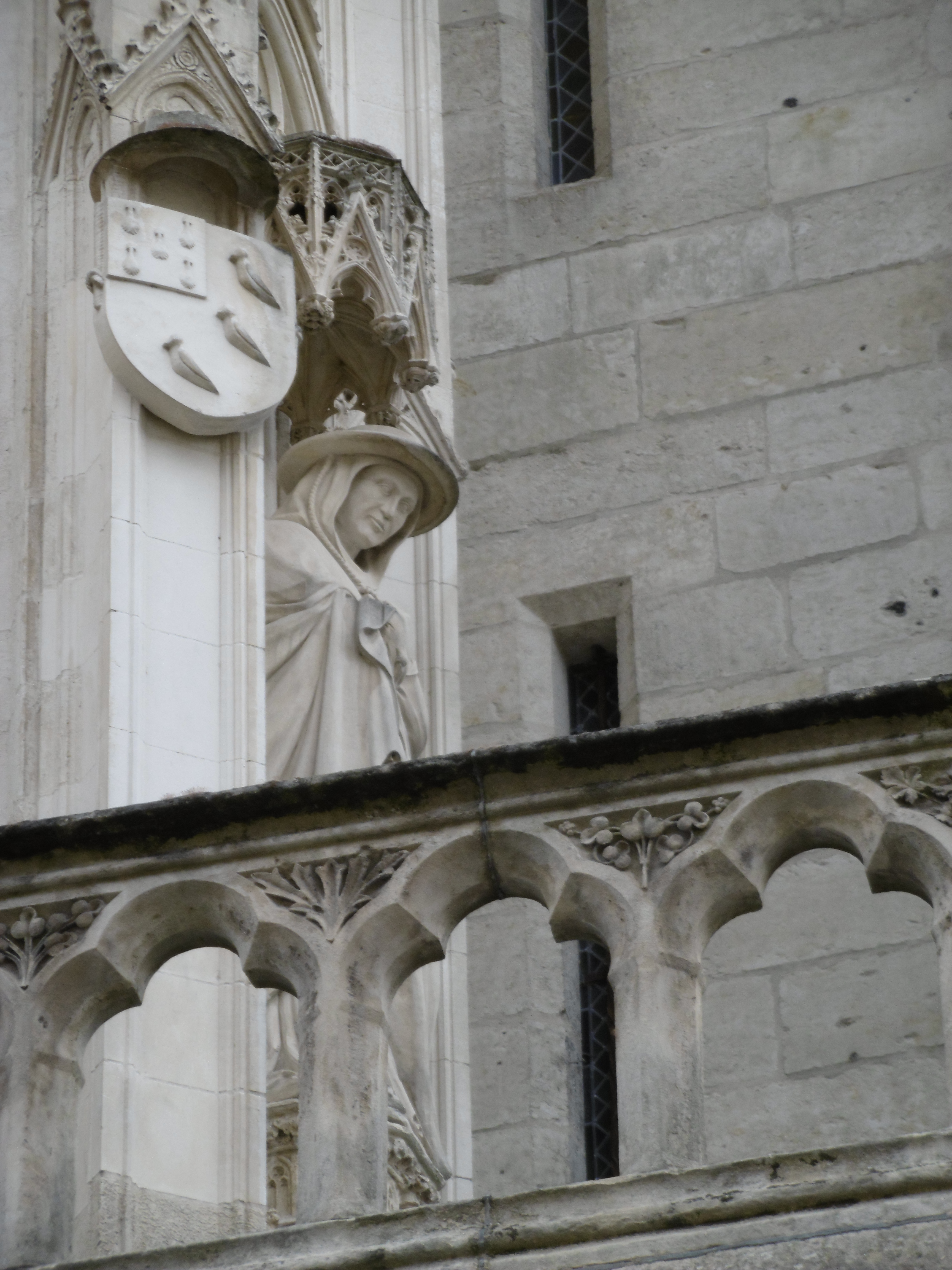
Statue du cardinal de La Grange
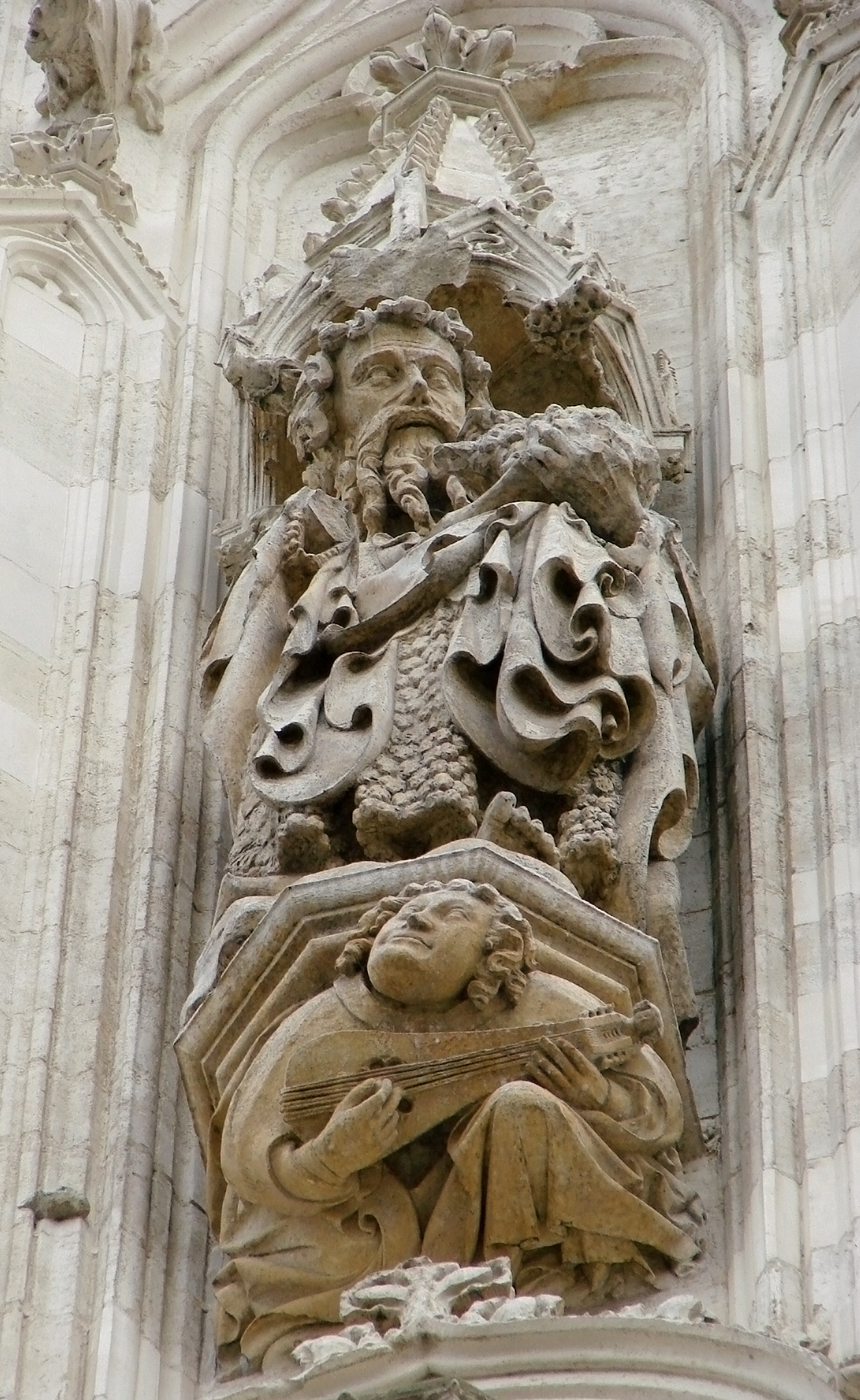
Statue de Saint-Jean-Baptiste.
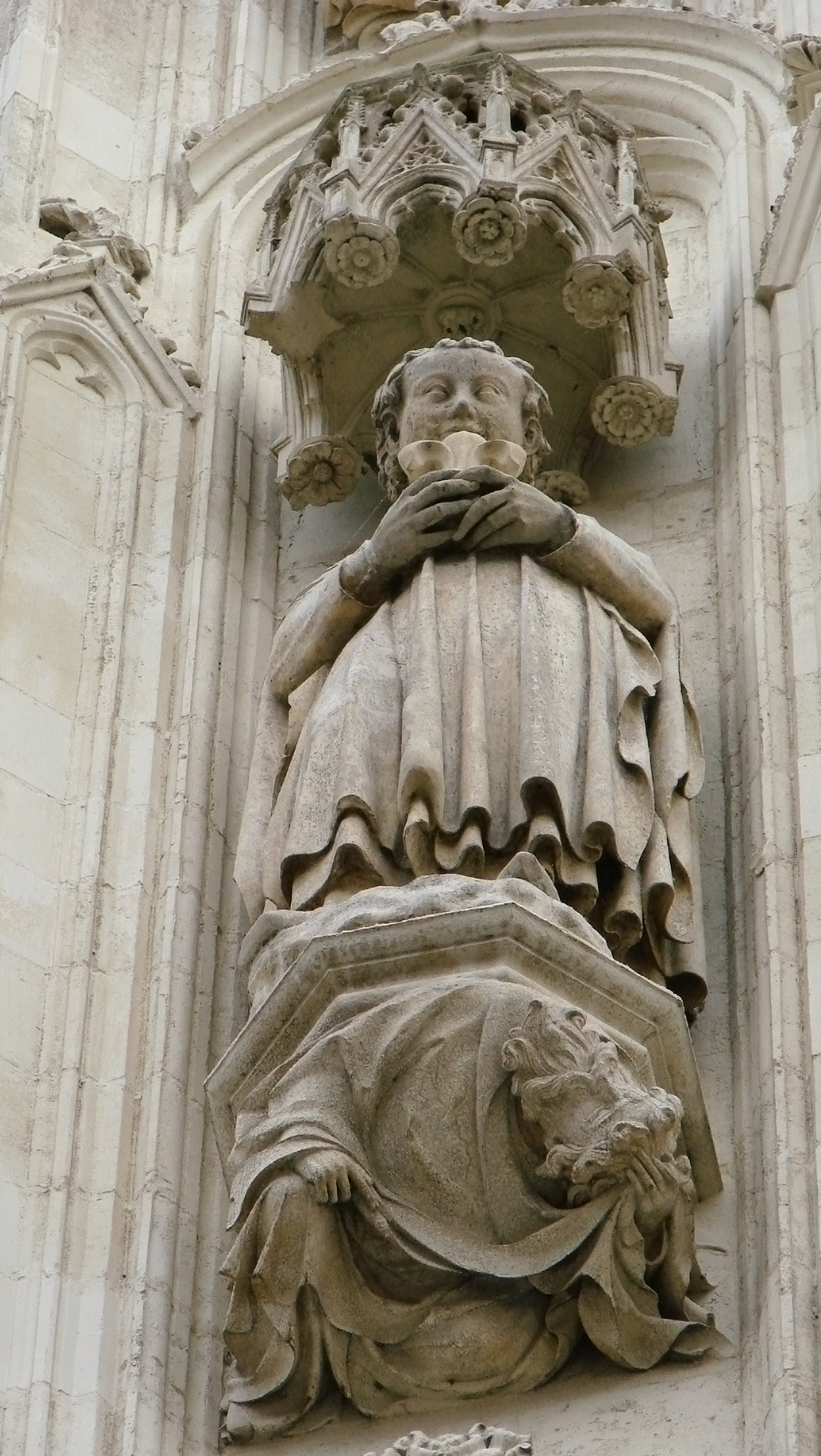
Statue du dauphin Charles (futur Charles VI)
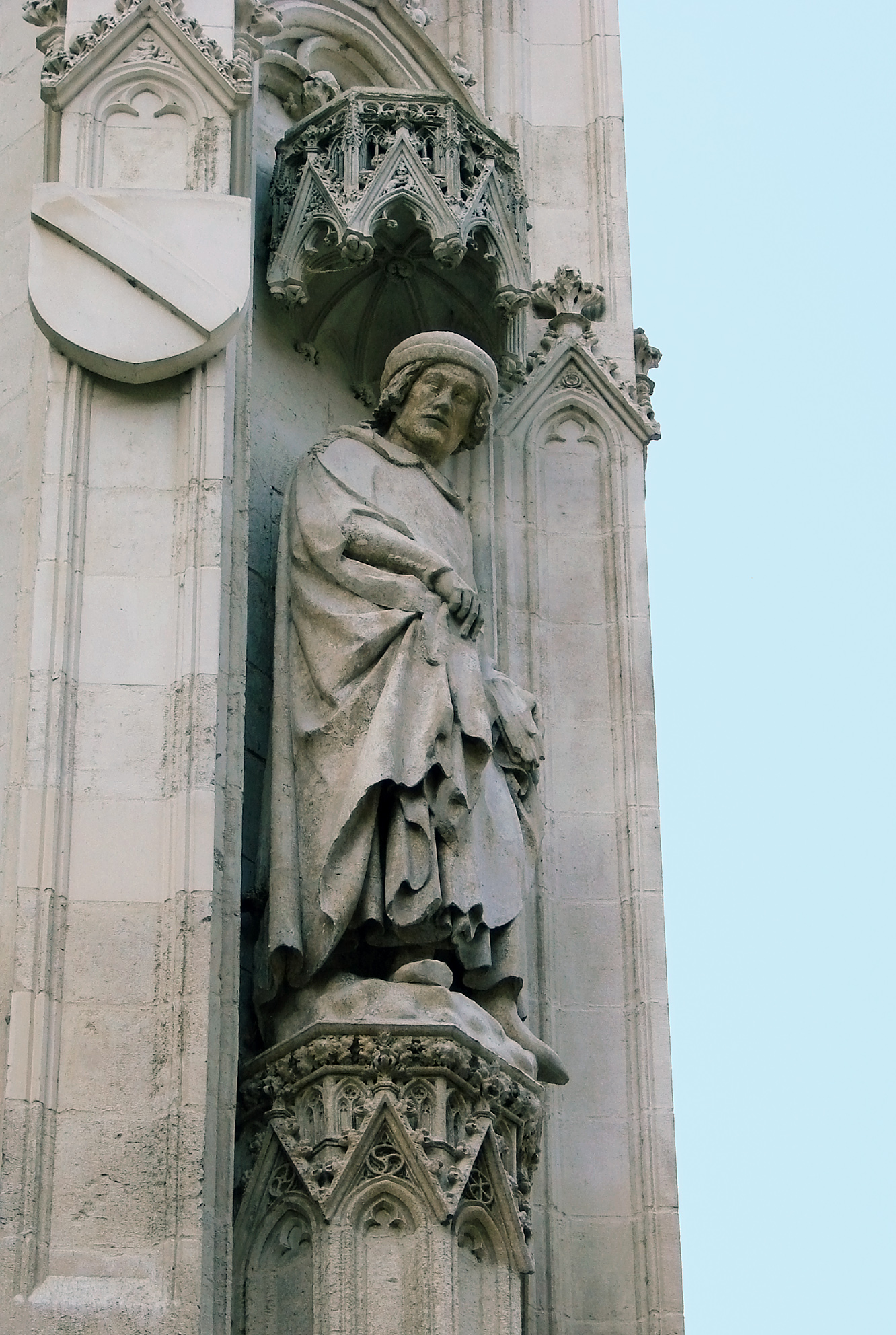
Statue de Bureau de La Rivière, premier chambellan du roi.

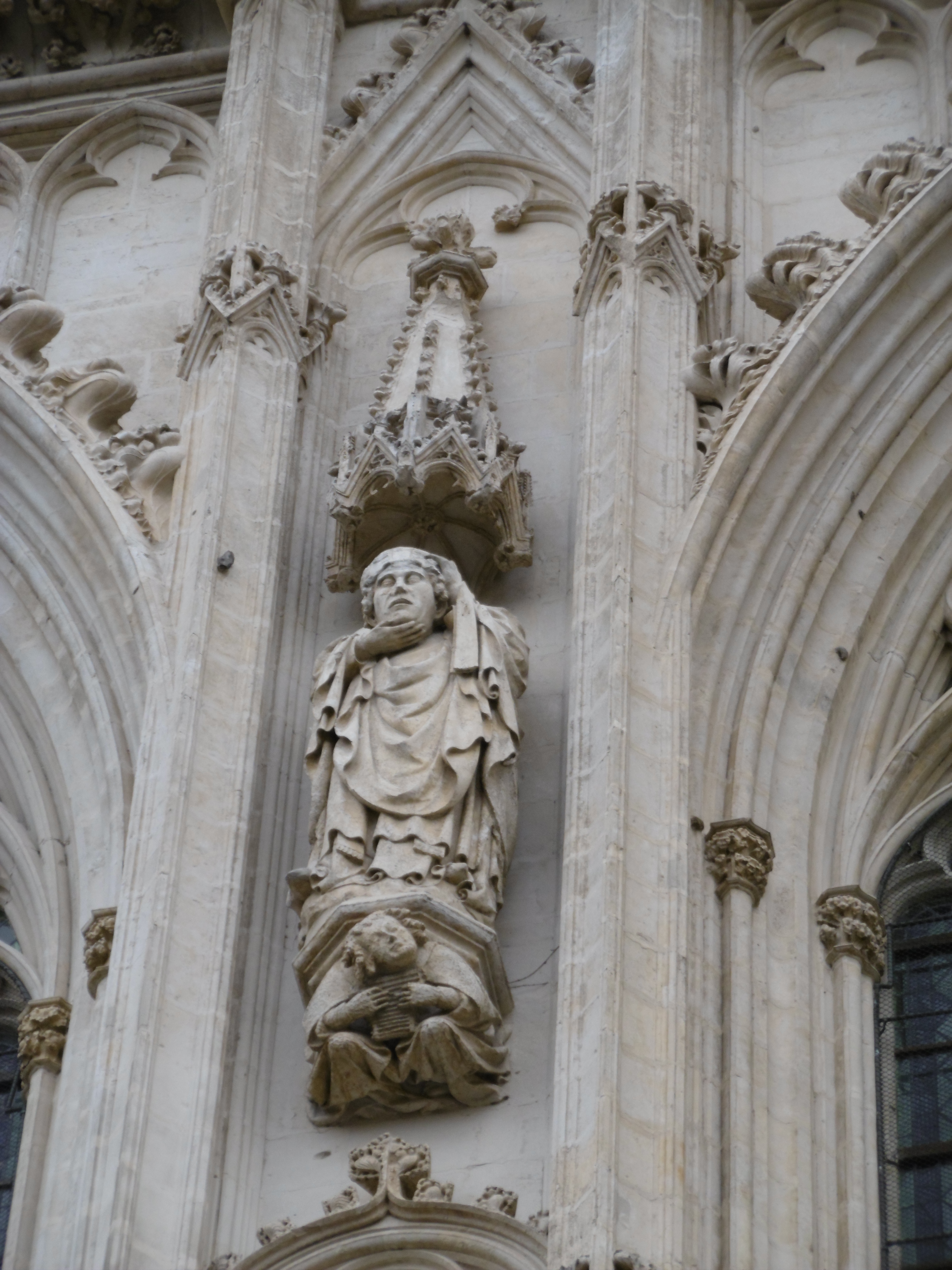
contrefort voisin, statue de saint Firmin le Martyr
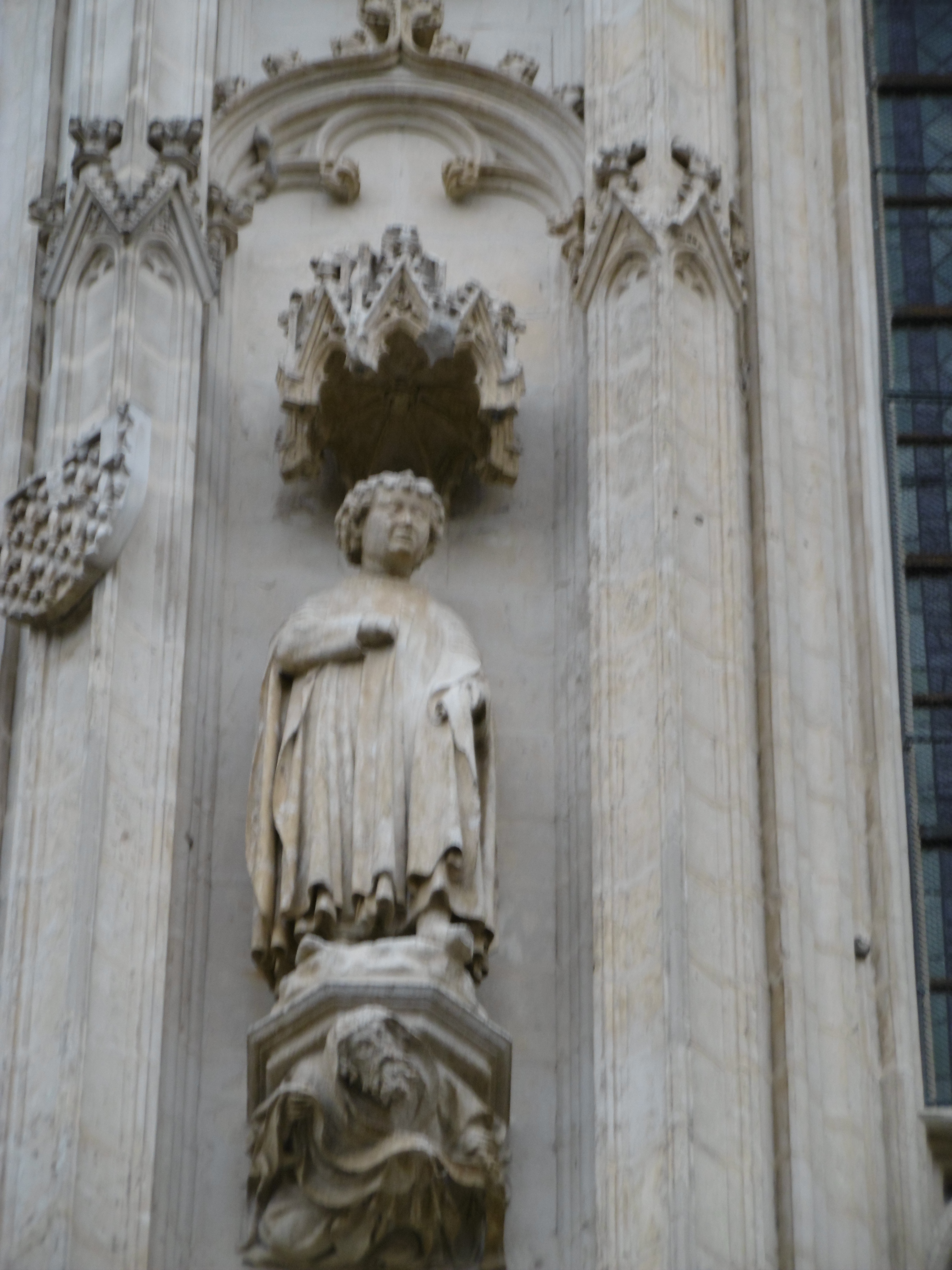
contrefort voisin, statue de Louis d'Orleans,frère cadet du Dauphin
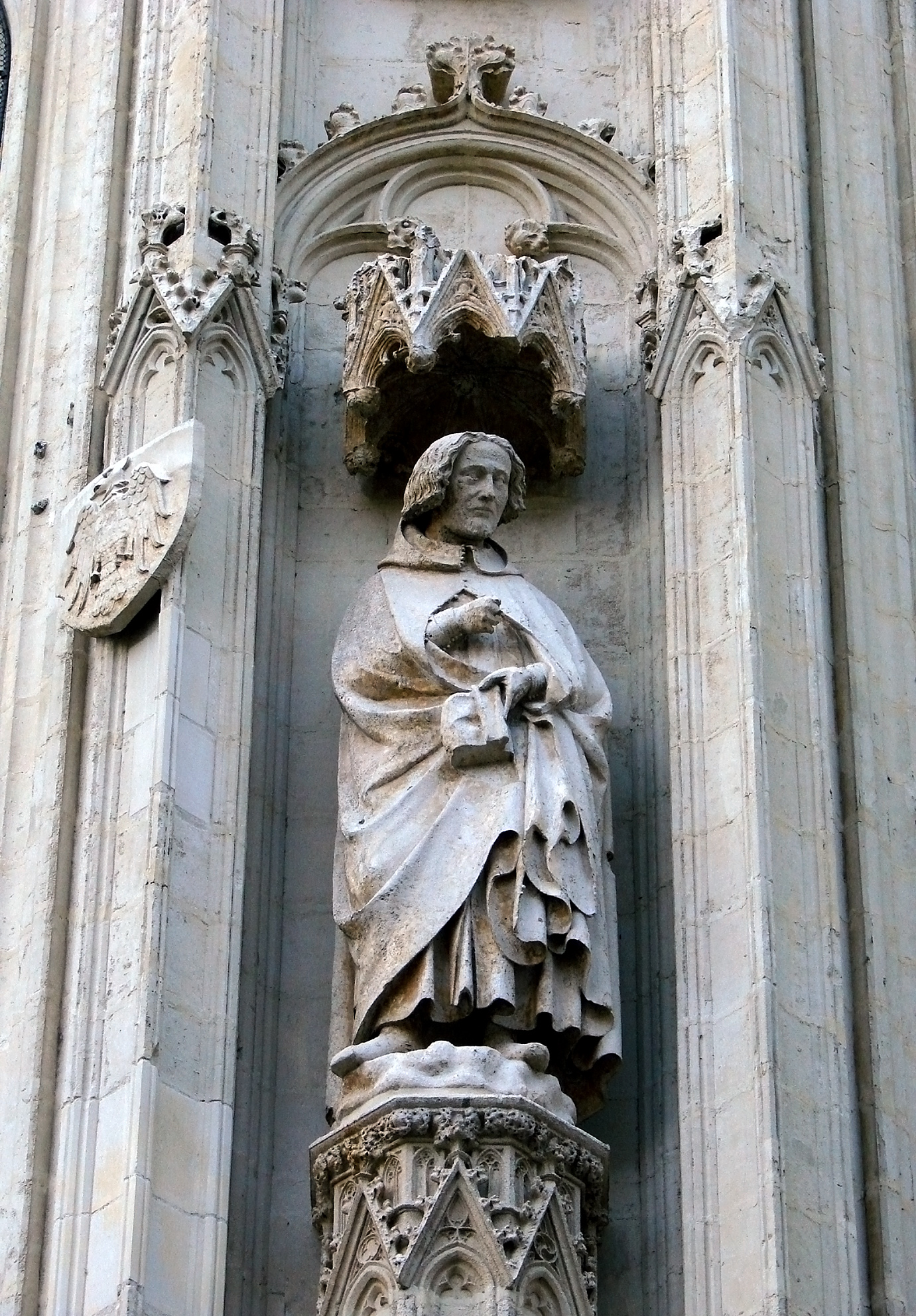
contrefort voisin, statue de l'amiral Jean de Vienne.